# ملعب كركوك الأوليمبي
ملعب كركوك الأولمبي هو ملعب متعدد الاستخدامات، يستخدم لمباريات كرة القدم لنادي كركوك العراقي يقع في كركوك في شمال العراق ويتسع لنحو 24,000 متفرج، وكذلك به مضمار سباقات. تم انشاءه عام 1982 من اجل استضافة الاولمبيات، سكن الملعب حوالي 500 كردي عام 2003، وتم إخلاء العوائل وتعويضهم عام 2009 بأمر من رئيس جمهورية العراق، وتم تخصيص مبلغ 20 مليون دينار لإعادة تأهيله وترميمه وما تزال الأعمال مستمرة حتى الآن.